# Zespół Szkół nr 1 im. Mieszka I w Stargardzie
Zespół Szkół nr 1 im. Mieszka I w Stargardzie istnieje ponad 70 lat. 7 grudnia 1946 roku powstało Państwowe Gimnazjum i Liceum Mechaniczne. Początkowo mieściło się ono w dwóch starych budynkach przy ul. Wita Stwosza, lecz w 1947 roku Wojewódzki Wydział Odbudowy w Szczecinie rozpoczął odbudowę gmachu w Parku 3 Maja, który w czasie II wojny światowej został poważnie uszkodzony. 1 listopada 1948 roku Państwowe Gimnazjum i Liceum Mechaniczne w Stargardzie przeniosło się do odremontowanego już budynku w Parku 3 Maja. W 1964 roku powstał Zespół Szkół nr 1 z połączenia dwóch poprzednich szkół – Technikum Ekonomicznego i Zasadniczej Szkoły Gospodarczej.

## Kierunki kształcenia
Technikum Zawodowe nr 1 (5-letnie)
- elektroniczne
- elektryczne
- mechaniczne
- robotyczne
- technologii drewna
- mechatroniczne
- obsługi turystycznej
- informatyczne
- grafiki i poligrafii cyfrowej

Zasadnicza Szkoła Zawodowa nr 1 (3-letnia)
- elektryk
- stolarz
- mechanik – monter maszyn i urządzeń

## Dyrektorzy Szkoły
- Jan Roczeń (1964 – 1971)
- Antoni Kazimierczyk (1971 – 1990)
- Jerzy Panz (1990 – 2006)
- Tomasz Korytkowski (2006 – obecnie)[2]